# كارل أيكمن
كارل أيكمن هو مصارع هاوي سويدي، ولد في 1892 في Vårgårda ‏ في السويد، وتوفي في 9 ديسمبر 1945 في ستوكهولم في السويد.

## وصلات خارجية
- كارل أيكمن على موقع اللجنة الأولمبية الدولية (الإنجليزية)
- كارل أيكمن على موقع أوليمبيديا (الإنجليزية)
- كارل أيكمن على موقع اللجنة الأولمبية السويدية (السويدية)